# Imre Danka
Imre Danka (Szombathely, 24 de diciembre de 1930 - ibídem, 3 de mayo de 2014) fue un futbolista húngaro que jugaba en la demarcación de portero.

## Biografía
Debutó como futbolista en 1946 con 16 años de edad con el Szombathelyi Bőrgyár. Jugó en varios clubes desde entonces, en el Szombathelyi MTE, Szombathelyi Honvéd y en el Székesfehérvári Építők antes de fichar finalmente en 1955 por el Pécsi Mecsek FC. Jugó en el club durante nueve años, llegando a ganar la Nemzeti Bajnokság II en 1959, ascendiendo así de categoría a la Nemzeti Bajnokság I. En la máxima liga húngara su mejor posición fue la séptima, conseguida en 1955 y en 1962.

## Selección nacional
Jugó un total de cuatro partidos para la selección de fútbol de Hungría. Debutó en un partido amistoso contra Noruega el 8 de mayo de 1955, partido que acabó con un resultado de 5-0. Su cuarto y último partido lo disputó 21 días después, en calidad de amistoso contra Escocia.

### Partidos internacionales
| #  | Fecha              | Lugar      | Rival     | Resultado | Tipo     |
| -- | ------------------ | ---------- | --------- | --------- | -------- |
| 1. | 8 de mayo de 1955  | Oslo       | Noruega   | 5-0       | Amistoso |
| 2. | 15 de mayo de 1955 | Copenhague | Dinamarca | 6-0       | Amistoso |
| 3. | 19 de mayo de 1955 | Helsinki   | Finlandia | 9-1       | Amistoso |
| 4. | 29 de mayo de 1955 | Budapest   | Escocia   | 3-1       | Amistoso |

## Clubes
| Club                   | País    | Año         |
| ---------------------- | ------- | ----------- |
| Szombathelyi Bőrgyár   | Hungría | 1946 - 1948 |
| Szombathelyi MTE       | Hungría | 1948 - 1950 |
| Szombathelyi Honvéd    | Hungría | 1950 - 1953 |
| Székesfehérvári Építők | Hungría | 1954        |
| Pécsi Mecsek FC        | Hungría | 1955 - 1964 |

## Palmarés

### Campeonatos nacionales
| Título               | Club            | País    | Año  |
| -------------------- | --------------- | ------- | ---- |
| Nemzeti Bajnokság II | Pécsi Mecsek FC | Hungría | 1959 |